# Lexii Alijai
Lexii Alijai (bürgerlich Alexis Alijai Lynch; * 19. Februar 1998 in Saint Paul; † 1. Januar 2020 in Minneapolis) war eine US-amerikanische Rapperin.

## Leben

### Kindheit und Jugend
Alijai wurde in St. Paul, Minnesota geboren und wuchs dort auf. Väterlicherseits war sie die Enkelin des Musikers Roger Troutman, dem Gründer der Band Zapp. Ihr Vater Roger Lynch war ebenfalls Musiker. Sie besuchte die Como Park Senior High School in der Nähe des Como Lake in Saint Paul. Nachdem sie sich zunächst für Basketball interessiert hatte, konzentrierte sich dann aber auf Musik und wechselte an die Creative Arts Secondary School in Minnesota, bevor sie sich an einer Online-Schule einschrieb. Diese brach sie schließlich ab, um eine Vollzeit-Musikkarriere zu verfolgen, und begann, über die Beats populärer Lieder von Künstlern wie Dej Loaf, 2Pac und Drake zu rappen.

### Karriere
Ihr erstes Mixtape, Super Sweet 16s, veröffentlichte Alijai 2014 zu ihrem sechzehnten Geburtstag und arbeitete dann mit Rocky Diamonds an einem erweiterten Stück mit dem Titel 3 Days. Ein zweites Mixtape, In the Meantime, wurde einige Monate später veröffentlicht, dann ihr drittes, Feel∙Less, im Oktober desselben Jahres.
2015 arbeitete sie zusammen mit dem Rapper Shaun Sloan an einem Mixtape mit dem Titel Same Struggle. Different Story. Eine Freundschaft mit der Sängerin Kehlani führte zu einem Beitrag als Gastinterpretin auf deren ersten kommerziellen Mixtape You Should Be Here, das Platz 36 der Billboard 200 und eine Grammy-Nominierung erreichte. Ihre Präsenz in dem Track Jealous brachte ihr Medienaufmerksamkeit. Ihr nächstes Projekt, ein Mixtape mit dem Titel Joseph's Coat, wurde Ende 2015 veröffentlicht und enthielt unter anderem einen Gastauftritt von Elle Varner. 2016 trat sie beim Soundset Music Festival auf war als Opening act für Playboi Carti, Lil Uzi Vert und Rich the Kid auf der Bühne. Sie veröffentlichte einen Remix von Exchange von Bryson Tiller und Cold Hearted von Meek Mill und Jay-Z sowie ein Musikvideo zu ihrem Remix von Cold Hearted.
Im Jahr 2017 veröffentlichte sie Remixe der Songs Redbone von Childish Gambino und Me, Myself and I von Beyoncé. Am 8. September des Jahres veröffentlichte Alijai ihr Debüt-Studioalbum Growing Pains, in dem sie Themen wie den Schulabbruch und die Aufrechterhaltung einer Beziehung zur Mutter ihres Ex-Freundes behandelte.

### Tod
Lexii Alijai starb am 1. Januar 2020 im Loews Minneapolis Hotel im Alter von 21 Jahren. Der Tod der aufstrebenden Rapperin war die Folge einer Überdosis von Fentanyl und Alkohol, so der Bericht eines Gerichtsmediziners. Alijai kann somit zu den Opfern der Opioidepidemie in den USA gezählt werden.

## Diskografie
Studioalbum
- Growing Pains (2017)[17]

Mixtapes
- Super Sweet 16s (2014)[19]
- In the Meantime (2014)[19]
- Feel∙Less (2014)[19]
- Joseph's Coat (2015)[17]

Gastauftritte
- Kehlani – „Jealous“ auf You Should Be Here (2015)[17]